# Abrit-Nunatak
Der Abrit-Nunatak (bulgarisch Нунатак Абрит Nunatak Abrit) ist ein über 400 m hoher und felsiger Nunatak im Grahamland auf der Antarktischen Halbinsel. Auf der Trinity-Halbinsel ragt er östlich des Laclavère-Plateaus und südlich des Mott-Schneefelds an der Retizhe Cove auf. Der Theodolite Hill ist 4,47 km südwestlich und die Camel Nunataks sind 4,83 km nordöstlich von ihm entfernt.
Deutsche und britische Wissenschaftler nahmen 1996 seine Kartierung vor. Die bulgarische Kommission für Antarktische Geographische Namen benannte ihn am 6. Dezember 2010 nach der Ortschaft Abrit im Nordosten Bulgariens.